# Anton Holban
Anton Holban (n. 10 februarie 1902, Huși, Vaslui, România – d. 15 ianuarie 1937, București, România) a fost un scriitor, romancier și eseist român.

## Biografie
Este fiul lui Gheorghe Holban, ofițer, și al Antoanetei (născută Lovinescu), precum și nepotul de soră al criticului Eugen Lovinescu. A debutat la cenaclul acestuia, Sburătorul, unde a citit povestiri și fragmente din romane. Urmează școala primară la Fălticeni. După despărțirea părinților, copilul crește în casa Lovineștilor. 
Își continuă studiile la Fălticeni, Focșani și București, unde își dă bacalaureatul. Se înscrie la Facultatea de Litere din București, alegându-și ca specializare limba și literatura franceză. 
Licențiat în limba franceză al Facultății de Litere și Filosofie din București, doctorat nefinalizat în Franța, pe tema dandyismului lui Jules-Amédée Barbey d'Aurevilly. După participarea la cursurile de vară la Dijon, se reîntoarce în Franța pentru pregătirea doctoratului, cu opera lui d’Aurevilly. Revine în țară peste alți doi ani, fără a-și fi luat doctoratul și e numit profesor la Liceul de Băieți „V. Alecsandri” din Galați. Profesor de limbă franceză la acest liceu din Galați (1928-1932) și apoi, până la moarte, în București. Se stinge în 1937, în plină tinerețe și putere creatoare, din cauza unei operații banale de apendicită.

## Cariera literară

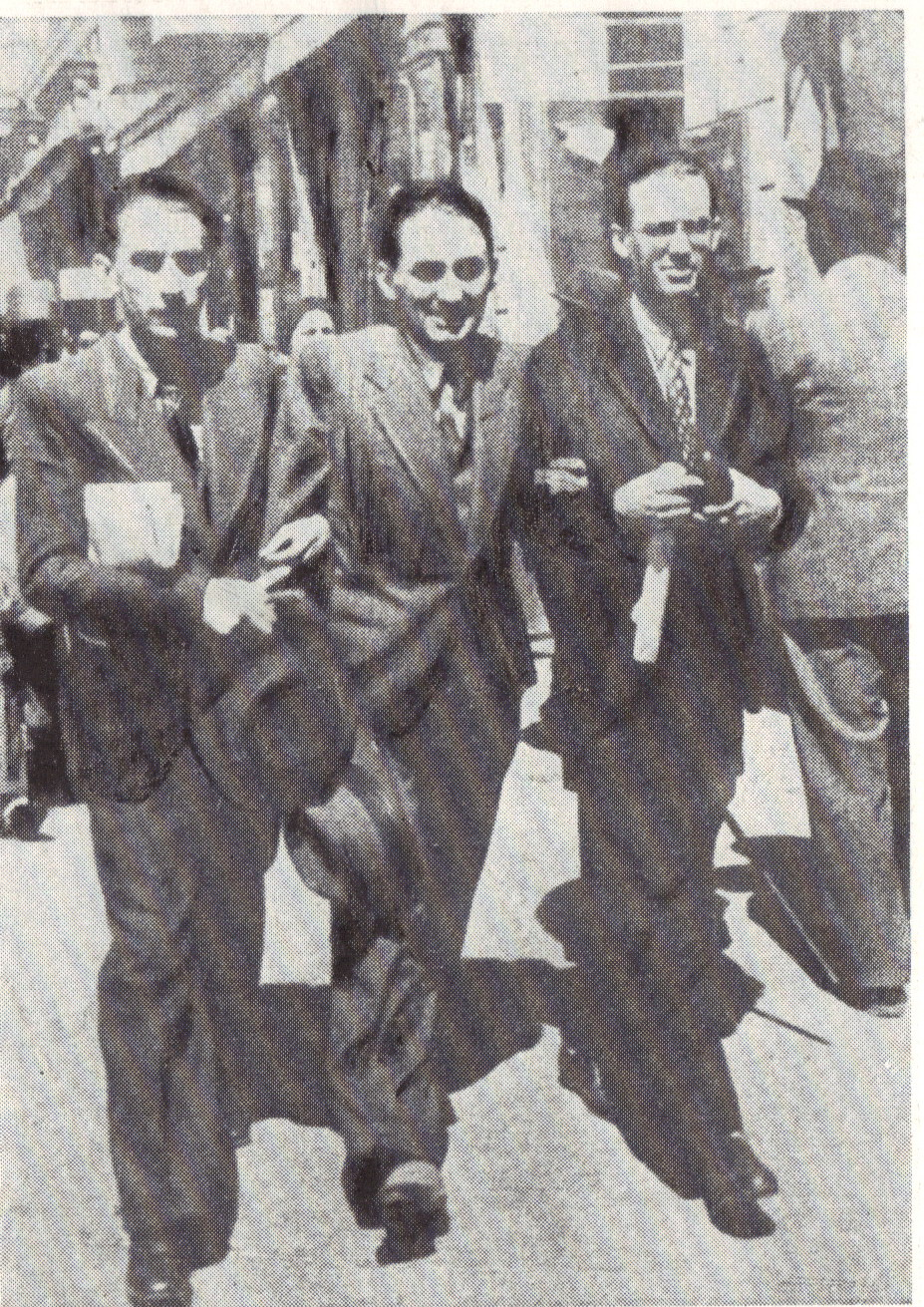
Eugen Jebeleanu, Anton Holban și Octav Șuluțiu, București, 1935

Debut în revistă în „Mișcarea literară” a lui Liviu Rebreanu în 1928.
A fost membru în consiliul director al revistei „Sburătorul”, condusă de Eugen Lovinescu, la reapariția în serie nouă. 
Încă din această perioadă, Anton Holban e un adept al „citadinizării literaturii”. 
În 1929 apare la Editura „Ancora” Romanul lui Mirel. Tot acum, e inclusă în repertoriul Teatrului Național piesa Oameni feluriți, scrisă la 19 ani. Doi ani mai târziu, publică romanul O moarte care nu dovedește nimic (Ed. Cugetarea). În 1932, apare volumul Parada dascălilor (Ed. Cugetarea). 
Începe să colaboreze la „România literară” și la revista „Azi”, condusă de Zaharia Stancu. În „România literară”, publică un studiu intitulat, Viața și moartea în opera D-nei Hortensia Papadat Bengescu. În decembrie 1932, participă la simpozionul organizat de Asociația Criterion pentru comemorarea lui Proust. Anton Holban a vorbit mult pe tema „Suferințelor lui Swann”.
În decembrie 1934 îi apare la Brad romanul Ioana. În același an primește mențiune pentru piesa într-un act Rătăciri. A mai scris nuvele, incluse în volumul Halucinații. A publicat eseuri, precum: Marcel Proust - câteva puncte de vedere,  Contribuții la specificul românesc, Testament literar, Experiență și literatură, Racine-Proust, În marginea lui Huxley. În manuscris a lăsat romanul Jocurile Daniei, publicat postum. I-a fost dedicat un roman, Poveste de iarnă, de Mihai Zamfir. Seria de Opere a fost începută în 1970, la Editura Minerva, de Elena Beram, fiind reluată de aceasta, împreună cu Nicolae Florescu, în 1997.
„Evocator subtil de climate sufletești și pictor impresionist al peisajelor străbătute în călătoriile sale, fie că e vorba de cromatica mării și orășelelor Normandiei, de pitorescul balcanic al Cavarnei și al Balcicului, de monumentele Parisului și ale Egiptului, de Alpii francezi sau de Carpații românești, Holban nu a compus mari simfonii narative «în căutarea timpului pierdut». A fost, în schimb, un maestru al «muzicii de cameră» și al detaliilor semnificative (ca în prozele lui Proust din Les plaisirs et les jours [Plăceri și zile])[…] Deseori excepțională, proza scurtă a lui Holban e cea mai prețioasă «colecție de sunete» a neliniștitei, artisticei, prematur întreruptei sale existențe.“ 
Paul Cernat

## Opera

### Nuvele
- Bunica se pregătește să moară (o nuvelă în care eroina este chiar bunica sa, mama criticului Eugen Lovinescu), publicată în „Revista Fundațiilor Regale”, 1934, nr. 11
- Castele de nisip, în volumul colectiv Nuvele inedite, Editura Adevărul, 1935
- Halucinații, nuvele, cu un portret al autorului, Editura Vremea, 1938
- Conversații cu o moartă, ediție îngrijită de Marius Chivu, Editura Polirom, 2005

### Romane
- Romanul lui Mirel, Editura Ancora, 1929
- O moarte care nu dovedește nimic, Editura Cugetarea, 1931
- Parada dascălilor, Editura Cugetarea, 1932
- Ioana, Editura Pantheon, 1934
- Jocurile Daniei (publicat postum, la Editura Cartea Românească, în îngrijirea lui Nicolae Florescu, în 1971)

### Memorialistică
- Pseudojurnal. Corespondență, acte, confesiuni, ediție îngrijită de Ileana Corbea și Nicolae Florescu, prefață și note de N. Florescu, Editura Minerva, 1978

## Afilieri
- Membru activ al Societății Scriitorilor Români (din 1935)

## Traduceri
- Mélancolie de la Saint-Démètre, traducere în limba franceză de Isabelle Radigon în Andreia Roman, Litterature roumaine : Tome 3, L'Entre-Deux-Guerres,‎ 2012[4].
- Le Collectionneur de sons[5], selecție de nuvele traduse în limba franceză de Gabrielle Danoux, 2015[6].